# Martin Ulrich (Eishockeyspieler)
Martin Ulrich (* 16. Dezember 1969 in Wien) ist ein ehemaliger österreichischer Eishockeyspieler und jetziger -trainer, der während seiner Karriere unter anderem für die Adler Mannheim, Berlin Capitals und DEG Metro Stars in der Deutschen Eishockey Liga spielte. Seit Oktober 2009 ist Ulrich Cheftrainer der österreichischen U18-Nationalmannschaft.

## Karriere
Der 1,88 m große Verteidiger begann seine Karriere beim Wiener Eislauf-Verein, für den er bis 1991 in der Bundesliga spielte und die er dann in Richtung EC Graz verließ. Mit den Grazern wurde der Linksschütze dreimal österreichischer Vizemeister, 1995 kehrte er noch einmal für eine Spielzeit zum CE Wien zurück. Zur Saison 1996/97 unterschrieb Martin Ulrich einen Vertrag bei den Adler Mannheim, mit denen er 1997 und 1998 Deutscher Meister wurde. 1998 kehrte Ulrich zum zweiten Mal zum CE Wien zurück, 1999 wechselte er zu den Berlin Capitals in die DEL. Zwischen 2001 und 2005 stand der Österreicher für die Düsseldorfer EG auf dem Eis, ab der Saison 2005/06 spielte er bei den Red Bulls Salzburg, mit denen er 2007, als er auch die beste Plus/Minus-Bilanz der Liga erreichte, und 2008 den Meistertitel gewann. In der Saison 2008/09 stand er in der österreichischen Nationalliga beim EK Zell am See unter Vertrag.
Am 30. September 2009 beendete Martin Ulrich nach 22 Jahren im professionellen Eishockey seine Karriere. Eine Woche später gab der ÖEHV bekannt, dass Martin Ulrich im Nachwuchsbereich die österreichische U18-Nationalmannschaft als Cheftrainer betreuen wird.

### International
Im Juniorenbereich nahm Ulrich mit der österreichischen U20-Auswahl an der Junioren-B-Weltmeisterschaft 1987 teil.
Für die österreichische Eishockeynationalmannschaft, bei der er zuletzt auch den Kapitänsposten innehatte, nahm Martin Ulrich seit 1991 insgesamt 17 mal an Weltmeisterschaften teil. Dabei spielte er zunächst 1991, 1992 und 1997 in der B-Gruppe sowie 1993, 1994, 1995, 1996, 1998, 1999 und 2000 in der A-Gruppe. Nach der Umstellung auf das heutige Divisionensystem stand er 2001, 2002, 2004, 2005 und 2007 in der Top-Division sowie 2006 und 2008, als er in das All-Star-Team des Turniers gewählt wurde, in der Division I auf dem Eis.
Außerdem bestritt er drei Olympische Winterspiele (1994 in Lillehammer, 1998 in Nagano und 2002 in Salt Lake City) und drei Qualifikationsturniere für Olympische Winterspiele (für die Spiele 1998, 2002 und 2006). Nach dem WM-Turnier der Division I 2008 in Innsbruck erklärte er nach 228 Spielen für die Nationalmannschaft seinen Rücktritt von derselben. Somit hat Ulrich hinter Gerhard Unterluggauer (243 Spiele, Stand 16. Februar 2014) die zweitmeisten Länderspiele in Österreich.

## Erfolge und Auszeichnungen
- 1992 Aufstieg in die A-Gruppe bei der B-Weltmeisterschaft
- 1997 Deutscher Meister mit den Adlern Mannheim
- 1997 Aufstieg in die A-Gruppe bei der B-Weltmeisterschaft
- 1998 Deutscher Meister mit den Adlern Mannheim
- 2006 Aufstieg in die Top-Division bei der Weltmeisterschaft der Division I, Gruppe B
- 2007 Österreichischer Meister mit dem EC Red Bull Salzburg
- 2007 Beste Plus/Minus-Bilanz der Österreichischen Eishockey-Liga
- 2008 Österreichischer Meister mit dem EC Red Bull Salzburg
- 2008 Aufstieg in die Top-Division bei der Weltmeisterschaft der Division I, Gruppe A
- 2008 All-Star-Team bei der Weltmeisterschaft der Division I, Gruppe A

## Karrierestatistik
(Legende zur Spielerstatistik: Sp oder GP = absolvierte Spiele; T oder G = erzielte Tore; V oder A = erzielte Assists; Pkt oder Pts = erzielte Scorerpunkte; SM oder PIM = erhaltene Strafminuten; +/− = Plus/Minus-Bilanz; PP = erzielte Überzahltore; SH = erzielte Unterzahltore; GW = erzielte Siegtore; 1 Play-downs/Relegation; Kursiv: Statistik nicht vollständig)